# Pokémon rubí omega y Pokémon zafiro alfa
Pokémon Omega Ruby y Alpha Sapphire (en español: Pokémon Rubí Omega y Zafiro Alfa), conocidos en Japón como Pocket Monsters Omega Ruby & Alpha Sapphire (ポケットモンスター オメガルビー&アルファサファイア Poketto Monsutā Omega Rubī & Arufa Safaia?), son dos videojuegos de Nintendo 3DS. Son los remakes de los videojuegos de la saga Pokémon de 2002 para Game Boy Advance Pokémon Rubí y Zafiro. Los juegos fueron anunciados el 7 de mayo de 2014, en un tráiler de Nintendo.

## Argumento
El juego da inicio en Villa Raíz, Hoenn, a donde el o la protagonista y su madre acaban de mudarse, y deben ir al laboratorio del Profesor Abedul para recibir su Pokémon inicial, que puede ser Torchic, Mudkip o Treecko. Sin embargo, descubre que el profesor no está y después de salvarlo de un Poochyena salvaje, puedes elegir tu Pokémon y continuar tu aventura. Después, dentrás tu primer combate contra tu rival Aura/Bruno, que habrá elegido el Pokémon cuyo tipo sea más fuerte que el tuyo. Debes ir a Ciudad Petalia, en el proceso deberás recuperar la Piezas Devon que el Equipo Magma/Aqua, una banda de malhechores, ha robado a un científico de la empresa. Después tendrás que hacer algunas misiones que un anciano que vive cerca del bosque te ayudará a completar, y en Ciudad Férrica tendrás tu primer combate contra un líder de gimnasio: Petra, de tipo roca. Tras vencerla, recibirás tu primera medalla. Tras vencerla, deberás ir a Pueblo Azuliza, allí aguarda el líder de tipo lucha, Marcial. Véncelo y recibirás la Medalla Puño. El tercer líder estará en Ciudad Malvalona. Para llegar tienes que atravesar un largo camino saliendo de la Ciudad Portual. En Malvalona, estarán Blasco, un joven al que ayudaste a capturar su primer Pokémon, y su padre. Blasco te retará a un combate que no será muy difícil de ganar. Confronta a Eriko, el líder de gimnasio del tipo eléctrico, y recibirás la tercera medalla. Tendrás que atravesar un muy arduo tramo hasta llegar a Pueblo Pardal, en dónde Bruno/Aura te dirá que el Equipo Magma/Aqua, le ha robado al Profesor Cozmo un valioso meteorito. Deberás ir a la Cascada Meteoro y combatir a comandante Magma/Aqua, Tatiano/Silvina, después de derrotarla le dolverá el meteorito al Profesor Cozmo. La próxima líder de gimnasio, Candela, en el gimnasio de Pueblo Lavacalda, se especializa en el tipo fuego y si es derrotada te entregará tu quinta medalla. Luego, aparecerá Bruno/Aura y te acompañará hasta Ciudad Petalia. Allí, el líder de gimnasio es Norman, de tipo normal, quien es además el padre del protagonista. Si lo derrotas hace entrega de la cuarta medalla, la Medalla Equilibrio. Continúa hasta el Monte Cenizo, en dónde tendrás tu primer combate contra el Líder Magma/Aqua Aquiles/Magno. Después de derrotarlo, se sorprenderá y se marchará. Deberás llegar a Ciudad Arborada, allí aguarda la líder de tipo volador, Alana. Entrega la sexta medalla si es derrotada. Sigue hasta llegar al Monte Pírico. Allí, descubrirás a Aquiles/Magno, robando el prisma azul/rojo, que posee el poder para despertar a un antiguo Pokémon Legendario. En Ciudad Algaria, deberás confrontar a los líderes de gimnasio tipo psíquicos, Vito y Leti, que te entregaràn la séptima medalla. Deberás volver a la Ciudad Portual, en donde descubrirá el secuestro de un submarino por parte del Equipo Magma/Aqua. El Capitán Babor te acompañará hasta la Guarida Magma/Aqua, pero para ese momento Aquiles/Magno ya habrá partido en el submarino rumbo hasta la Caverna Abisal. En el fondo de la caverna, Aquiles/Magno estará despertando a Groudon/Kyogre primigenio usando el prisma azul/rojo. Tendrás tu segundo combate contra Aquiles/Magno y aunque lo derrotes no evitarás el despertar de Kyogre/Groudon, que ocasionará una enorme ola de calor en Rubí Omega, o una enorme tormenta en Zafiro Alfa. Deberás llegar hasta Arrecípolis, donde el octavo líder de gimnasio de tipo agua, Pluvio, te abrirá las puertas a la Cueva Ancestral, el lugar en donde se ha escondido Kyogre/Groudon. El protagonista entra a la cueva y captura o derrota a Kyogre/Groudon primigenio, acabando con la sequía/tormenta. Después derrota a Pluvio en el gimnasio de Arrecípolis y obtén la octava medalla de gimnasio. ¡Ya tienes en tu poder las ocho medallas de gimnasio! Ahora puedes ir a la Liga Pokémon. Para llegar hasta la misma, deberás atrevesar la difícil Calle Victoria de Hoenn, ubicada en la Ciudad Colosalia. Tras atravesarla, llegarás a la Liga Pokémon. Pero antes tendrás una segunda confrontación contra Blasco, quien se ha hecho muchísimo más fuerte. Después de derrotarlo, podrás empezar a competir en la Liga Pokémon de Hoenn. Deberás derrotar a los cuatro integrantes del Alto Mando si quieres convertirte en el campeón: Sixto, del tipo siniestro, Fátima, del tipo fantasma, Nívea, del tipo hielo, y Dracón, del tipo dragón. Una vez derrotados los cuatro miembros del Alto Mando, podrás acceder hasta la sala de los campeones. Aquí, descubrirás que aún queda un reto final por afrontar: vencer al actual campeón de la Liga Pokémon de Hoenn: ¡Máximo Peñas! Él es el campeón. Hijo del presidente de la empresa Devon S.A., el Sr. Peñas, Máximo Peñas te habrá ayudado muchísimo para completar tu aventura. El campeón se especializa en los Pokémon del tipo acero. El combate será bastante arduo y difícil, pero no debería suponer un increíble reto. Después de derrotar al campeón Máximo, si te habrás convertido en el nuevo Campeón de la Liga Pokémon de Hoenn, al igual que habrás acabado la historia principal. Y el videojuego finaliza aquí.

## Desarrollo
La especulación sobre unas posibles remasterizaciones para  Pokémon Rubí y  Pokémon Zafiro fue en aumento en los últimos años debido seguramente a la localización de referencias en los juegos más modernos. Estas referencias hacían alusión a la región de Hoenn, donde se desarrolla la trama de Pokémon Rubí y Zafiro. Muchos fanes fueron los que encontraron muchas pistas de una posible remasterización en Pokémon X e Y, los juegos de la saga Pokémon lanzados en 2013.
Nintendo anunció los juegos el 7 de mayo de 2014. Rubí Omega y Zafiro Alfa serán lanzados al mercado internacionalmente el 21 de noviembre de 2014, excepto en Europa, donde saldrán a la venta una semana después. La única información dada fue que los nuevos juegos "introducirán a los jugadores a través de una historia dramática en un nuevo mundo espectacular". Posteriormente, no se acabó de aclarar si Rubí Omega y Zafiro Alfa serían remakes de Rubí y  Zafiro o serían completamente unos juegos nuevos. Tiempo después, Satoru Iwata, presidente de Nintendo, confirmó que los nuevos juegos serían remakes de los del 2002.
Remasterizaron el juego según la entrega anterior pero con las gráficas en 3D Y las nuevas adiciones como la Megaevolución entre estas están Mega-Gallade, Mega-Sharpedo, Mega-Camerupt, Mega-Swampert, Mega-Sceptile, Mega-Pidgeot, Mega-Beedrill, Mega-Latios, Mega-Latias, Mega-Rayquaza, Mega-Audino, Mega-Diancie, Mega-Slowbro, Mega-Sableye, Mega-Steelix, Mega-Glalie, Mega-Salamence, Mega-Altaria, Mega-Metagross y Mega-Lopunny.
Se añade el Ultravuelo, esto hace que el personaje sobrevuele en Mega Latios o Mega Latias la prospera región Hoenn en busca de los Parajes Espejismo donde se encuentran Pokémon legendarios.
Se mejoró el Pokénav el cual aparecía anteriormente en Pokémon rubí y Pokémon zafiro y fue renombrado Multinav agregando el Dexnav, Cartonav, Videonav y Divernav.

## Recepción
Rubí Omega y Zafiro Alfa recibieron reseñas positivas de parte de críticos de videojuegos. Peter Brown de GameSpot alabó el 3D y la mecánica de super entrenamiento, pero diciendo que el juego falló en resolver completamente los problemas generales en la fórmula del juego. Kallie Plagge de IGN también alabó la reinvención 3D de Hoenn y la funcionalidad en línea. Plagge crítico la sobreabundancia de MOs necesarias para jugar el juego así como el imbalance percibido favoreciendo los Pokémon de tipo agua (ella jugó Zafiro Alfa que presenta al Equipo Aqua como los villanos) y la dependencia de las rutas de agua, a pesar de que esto fuera una característica del juego original de donde se basaron los remakes. También remarcó que mientras el Buceo fue novedoso en el lanzamiento del original, ahora se ha vuelto tedioso.
Los juegos vendieron 3,040,000 copias en sus primeros tres días de ventas. De las ventas totales, 1,534,593 copias fueron vendidas en Japón, el resto fueron vendidas en Norteamérica y Australia. Rubí Omega y Zafiro Alfa se volvieron el mayor lanzamiento en la historia de la serie en el Reino Unido hasta 2014, rompiendo el previo récord de Pokémon Negro y Blanco. Al final de 2014 los juegos vendieron 2.4 millones de copias en Japón. Hasta el 31 de marzo de 2016, los juegos han vendido 11.84 millones de copias mundialmente. Los juegos se mantienen como el cuarto juego más vendido de Nintendo 3DS a fecha de 31 de diciembre de 2017, permaneciendo por debajo de las entregas Pokémon Sol y Luna y Pokémon X e Y, pero con más de 13 millones de copias vendidas.